# NGC 1338
NGC 1338 is een spiraalvormig sterrenstelsel in het sterrenbeeld Eridanus. Het hemelobject werd op 15 december 1884 ontdekt door de Franse astronoom Édouard Jean-Marie Stephan.

## Synoniemen
- PGC 12956
- MCG -2-9-44
- IRAS03265-1219